# Bojan Krkić
Bojan Krkić Pérez (Linyola, Španjolska, 28. kolovoza 1990.) umirovljeni je španjolski nogometaš srpskog podrijetla koji je igrao na poziciji napadača.

## Barcelona

### Mlade godine
Bojan je rođen u Linyoli kao sin oca Srbina i majke Katalonke. Od 1999. do 2005. igrao je u mladim uzrastima Barcelone. Sezone 2006./07. napredovao je i ušao u Barcelonu B dok nije navršio 17 godina i potpisao ugovor s Barcelonom A. Prvu utakmicu za Barceloninu prvu momčad Bojan je odigrao 24. travnja 2007. godine u prijateljskoj utakmici protiv egipatskog El Ahlyja i zabio gol u pobjedi 4:0.

### Sezona 2007./08.
Dana 16. rujna 2007. Bojan je prvi puta zaigrao za Barcelonu u La Ligi, ušavši protiv Osasune s klupe u 78. minuti kao zamjena za još jednog mladog napadača Barcelone, Giovanija dos Santosa. Tri dana kasnije zaigrao je u UEFA-inoj Ligi prvaka protiv Lyona, također ušavši s klupe u 88. minuti kao zamjena za Lionela Messija, čime je, s navršenih 17 godina i 22 dana postao najmlađi igrač u povijesti Lige prvaka. Drugu utakmicu u Ligi prvaka odigrao je protiv Stuttgarta 2. listopada iste godine.
Prvu utakmicu u La Ligi u početnom sastavu Barcelone Bojan je igrao protiv Villarreala 20. listopada i odmah zabio gol u 25. minuti utakmice. Bio mu je to prvi pogodak za prvu momčad Barcelone, a ujedno je postao i najmlađi strijelac kluba u La Ligi.
Prvi gol u Ligi prvaka zabio je 1. travnja 2008. Schalkeu 04 i tako postao prvi nogometaš rođen 1990. koji je zabio u Ligi prvaka i drugi najmlađi strijelac Lige prvaka odmah iza Ganca Petera Ofori-Quayea, koji je zabio gol sa 17 godina i 195 dana igravši za Olympiakos.
Završio je sezonu s 10 pogodaka i tako nadmašio Raúla po broju pogodaka u debitantskoj sezoni.
U siječnju 2017. je po treći put u karijeri otišao na posudbu. U Mainzu 05 je Krkić nosio broj deset do kraja 2016./17.
Španjolac srpskih korijena je u kolovozu 2017. godine posuđen Alavésu do kraja sezone. S dolaskom u Alavés je Krkić nakon šest godina se vratio u La Ligu.

## Španjolska reprezentacija
Dana 1. veljače 2008. trener "furije" Luis Aragones uvrstio je Bojana u španjolsku momčad za prijateljsku utakmicu s Francuskom. Bojan bi ovom utakmicom postao najmlađi igrač španjolske reprezentacije i srušio rekord star 70 godina, no razbolio se i nije igrao.
Debitirao je 10. rujna iste godine protiv Armenije pod trenerskom "palicom" Vicentea del Bosquea te je igrao posljednjih 25 minuta.

## Vanjske poveznice
- Novosti i statistika na goal.com  Arhivirana inačica izvorne stranice od 3. siječnja 2017. (Wayback Machine) (engl.)